# Ecomuseo de Bicorp
El Ecomuseo de Bicorp es un museo y centro de interpretación del patrimonio etnológico, paleontológico y de arte rupestre del municipio de Bicorp (Valencia).

## Historia
El Ecomuseo de Bicorp surge a partir de un proyecto promovido en 2005 por el Ayuntamiento de Bicorp y la Red de Museos de la Diputación de Valencia que tenía como objeto la promoción, difusión y desarrollo del patrimonio local. Este proyecto perseguía ayudar al desarrollo sostenible del municipio bicorino, a través de la conservación, difusión y puesta en valor del patrimonio local.Contó con fondos del programa Leader + de la Unión Europea. La musealización de la parte arqueológica y paleontológica contó con el apoyo de la Conselleria de Cultura de la Generalidad Valenciana, mientras que la de la parte etnológica fue apoyada por la Diputación Provincial mediante el Museo Valenciano del Etnología.
El Centro de Interpretación del Ecomuseo de Bicorp se abrió en el año 2009.

## Contenidos

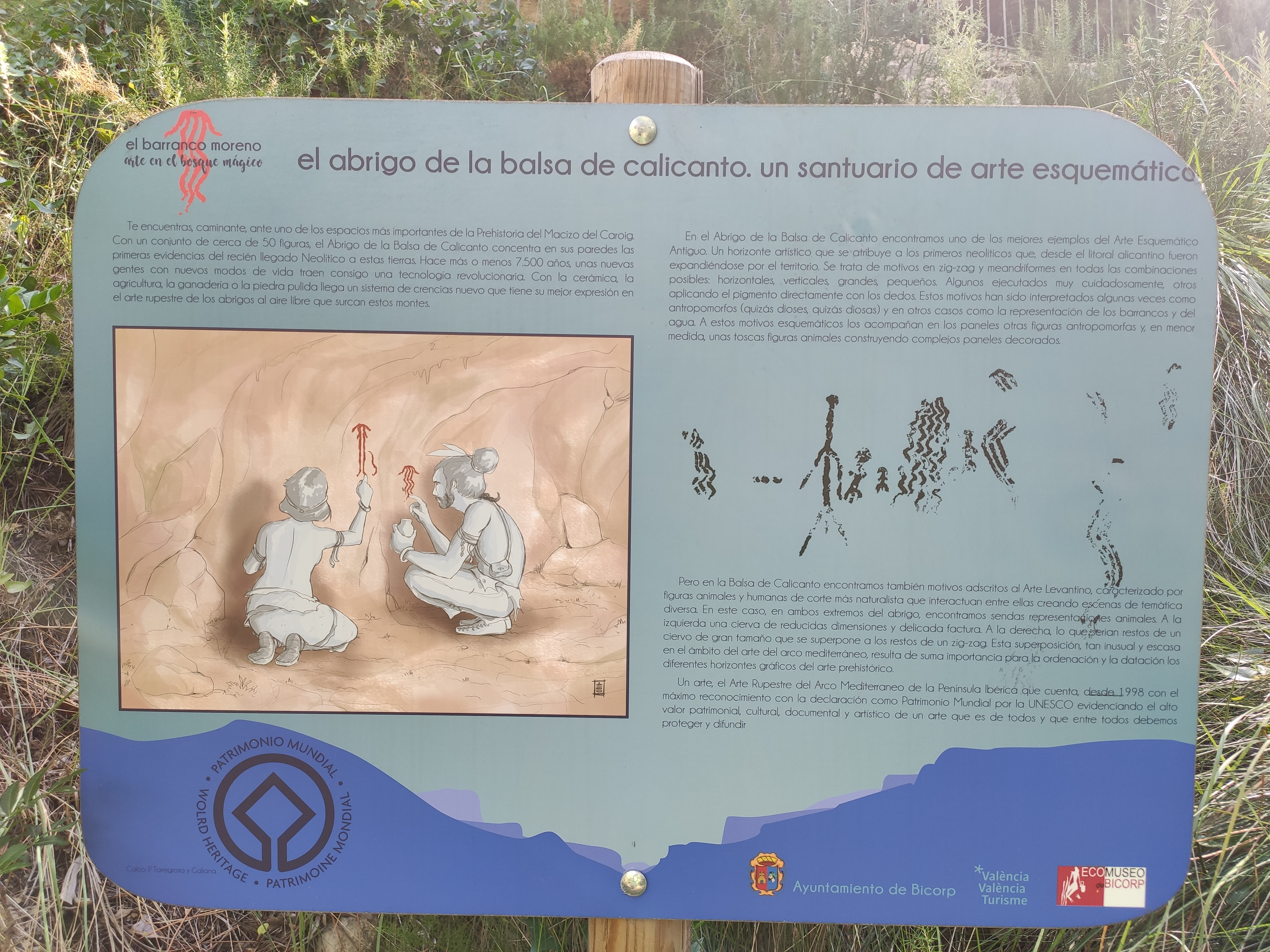
El abrigo de la Balsa de Calicanto es uno de los atendidos por el ecomuseo

## Sede
El edificio se construyó en 2005. Consta de tres plantasy se encuentra dentro de la población de Bicorp, en la calle de San Roque 11.

## Actividades
En 1998 el Arte Rupestre del Arco Mediterráneo fue nombrado Patrimonio Mundial por la UNESCO, Esto llevó a que la Diputación Provincial formalizara las visitas a los abrigos -inicialmente la Cueva de la Araña- situados en el municipio de Bicorp, con un par de guías y una cierta estructura formal. Estas visitas fueron continuadas por el ecomuseo a partir de su fundación, incluyendo otros abrigos tanto en Bicorp como en otros municipios de la Canal de Navarrés, así como conjuntos de casas-cueva en uso hasta el siglo XX o yacimientos de icnitas.